# Francisco Díaz Teres
Francisco Díaz Teres, más conocido como Frank (Barcelona, España, 6 de agosto de 1971), fue la ficha azul del grupo Parchís en la década de los ochenta.

## Biografía
Frank es hijo de Mateo y Carmen, y tiene dos hermanos llamados Isabel y Mateo.
Desde muy pequeño fue modelo de publicidad y pasarela y en 1981, tras la salida de Óscar, la ficha azul del grupo Parchís, fue elegido, luego de pasar por un casting donde debió cantar y bailar, para incorporarse a la banda, siendo el más pequeño de todos, pero se ganó el afecto y la simpatía del público gracias a su carácter y al color de su cabello pelirrojo. 
Con Parchís realizó numerosas actuaciones musicales, giras por el mundo, protagonizó 5 películas y grabó discos, hasta que en 1985 desapareció el grupo. 
Tras dejar Parchís estudió canto para estar en la música, formando el grupo "Ciencielos", del cual él era el vocalista. 
Frank es técnico especialista en automatismo de neumáticos y oleohidráulicos, pero como esto, según él, no era lo suyo, volvió a la publicidad. También fue dueño de un bar llamado "Medusa Café".
En 2014 Frank es invitado a grabar como voz principal el tema  "Inténtalo" para la agrupación mexicana "Código Zero".
Frank Díaz se desarrolla en la actualidad como fotógrafo profesional sorprendiendo diariamente con sus creaciones artísticas a sus seguidores.
Paralelamente a su carrera de fotografía fue uno de los impulsores principales del documental sobre el grupo Parchís, en el que participaron activamente el resto de sus exintegrantes y amigos.

## Filmografía
Frank ingresa al grupo Parchís participando en cinco de las siete películas que el grupo filmara durante su etapa de esplendor. Mientras "La magia de Parchís" y "Las aventuras de los Parchís" de 1982 fueron filmadas en Argentina, el resto de la filmaciones fueron realizadas en España.
- Su majestad la risa - Frank - (Ricardo Gascón, 1981)
- La segunda guerra de los niños - Frank - (Javier Aguirre Fernández, 1981)
- Las locuras de Parchís - Frank - (Javier Aguirre Fernández, 1982)
- La magia de los Parchís - Frank - (Mario Sábato, 1982)
- La gran aventura de los Parchís - Frank - (Mario Sábato, 1982)
- Parchís entra en acción - Frank - (Javier Aguirre Fernández, 1983)